# لس کالینسون
لس کالینسون (انگلیسی: Les Collinson؛ زادهٔ ۲ دسامبر ۱۹۳۵) بازیکن فوتبال اهل بریتانیا است.
از باشگاه‌هایی که در آن بازی کرده‌است می‌توان به باشگاه فوتبال هال سیتی و باشگاه فوتبال یورک سیتی اشاره کرد.